# Fisha Alkubra

Departement Monufia

Fisha Alkubra oder Fisha Al Kubra (arabisch فيشا الكبرى, DMG Fīšā l-kubrā ‚das größere Fisha‘) ist eine große Siedlung, die zum Zentrum Menouf im Gouvernement Monofiya in der Arabischen Republik Ägypten gehört.
Die Verwaltung von Fisha Alkubra ist für alle umliegenden Dörfer zuständig, da der Ort über zentrale Einrichtungen wie ein Verwaltungsbüro, ein Gesundheitsamt, Sozial- und Landwirtschaftsbehörden sowie weiterführende Schulen verfügt. Zudem gibt es eine Baugenehmigungsstelle, die Telekommunikationsgesellschaft WE für Festnetz und Mobilfunk, einen Rettungsdienst mit Krankenwagen sowie eine Wasseraufbereitungs- und Abwasserkläranlage.

## Geografische Lage
Im Nordosten grenzt Fisha Alkubra an das Dorf Kafr Fisha Alkubra, im Nordwesten an das Dorf Kamshush. Ganz im Norden liegt die Stadt Minuf, eine größere Stadt mit dem nächstgelegenen großen Bahnhof, dem für Fisha Alkubra zuständigen Standesamt, Krankenhäusern, der Stadtverwaltung und weiteren zentralen Einrichtungen. Im Süden grenzen die Dörfer Heet, Libayshah, Ramlat Alinjib und Shamma an Fisha Alkubra.
Im Osten wird das Dorf von Sirwihayt und Sirs Al-Layyan umgeben. Zudem liegt Fisha Alkubra an einem beinahe geschlossenen Wasserlauf. Dieser wird als Pharaonisches Meer oder Blindes Meer bezeichnet, beginnt in Kafr Alkhadrah und El-Bagour und verzweigt sich in Menouf. Im Westen grenzt Fisha Alkubra an die Dörfer Kamshush und Ezbet Alhalawany.
Fisha Alkubra liegt auf einer Höhe von etwa 15 Metern über dem Meeresspiegel. Die geografischen Koordinaten des Dorfes sind ungefähr 30°24'37" nördlicher Breite und 30°56'43" östlicher Länge.

## Wirtschaft und Verkehr
Der Großteil der Einwohner arbeitet in öffentlichen oder privaten Behörden, besitzt kleine Einzelhandelsgeschäfte oder ist in Handwerksberufen wie Tischlerei, Metallbearbeitung oder Reparaturbetrieben tätig, gleichzeitig bauen sie in ihren Gärten und Feldern Mais, Weizen, Kartoffeln, Luzerne, Kopfkohl und Bohnen an.
Die Fischerei wird ebenfalls ausgeübt, da das Dorf direkt an der Wassergrenze liegt. Zu den bekanntesten Fischarten, die dort gefangen werden, gehört Tilapia.
Fisha Alkubra ist weder an ein Bahn- noch an ein öffentliches Busnetz angebunden. Stattdessen wird der Verkehr hauptsächlich durch private Transportmittel abgewickelt. Dazu gehören gemeinschaftlich genutzte Sammeltaxis, private Autos, Motorräder und Fahrräder. Zudem werden Fahrzeuge wie Tuk-Tuks für den Personentransport sowie Dreiräder und große Lastautos für den Gütertransport genutzt.

## Gesundheitsversorgung
Es gibt ein Gesundheitszentrum, das für grundlegende medizinische Untersuchungen im Alltag zur Verfügung steht, wie zum Beispiel Hausarzt, Frauenarzt, Zahnarzt, Augenarzt, Hals-Nasen-Ohren-Arzt und Orthopäde. Es kann auch bei kleineren Notfällen genutzt werden. Bei der Durchführung von Röntgenuntersuchungen mit fortschrittlicheren medizinischen Geräten oder größeren chirurgischen Eingriffen wird jedoch in den meisten Fällen auf das nächstgelegene Krankenhaus zurückgegriffen, nämlich das allgemeine Krankenhaus in Minuf, das allgemeine Krankenhaus in Sirs Al-Layyan oder das Krankenhaus in Shibin Elkom.

## Bildung
Das Dorf verfügt über zahlreiche Schulen in verschiedenen Bildungsstufen, eine Grundschule sowie Mittelschulen, die in der Regel nach Geschlechtern getrennt sind, Sekundarschulen (bzw. High School), eine berufsbildende Sekundarschule mit Schwerpunkt Handel sowie
Azhar-Schulen, die Jungen und Mädchen gemeinsam unterrichten.